# SV Wacker Burghausen
SV Wacker Burghausen is een Duitse voetbalclub uit Burghausen en werd in 1930 opgericht.
Drie jaar na de oprichting werd de club kampioen van Oost-Beieren. Daarna verdween de club in de anonimiteit en speelde vooral op niveau van de 4de klasse. Midden jaren 90 promoveerde de club naar de Regionalliga Süd en in 2002/03 naar de 2. Bundesliga. Na seizoen 2006/07 degradeerde de club terug.
Sinds de invoering van de 3. Liga is SV Wacker actief in deze competitie. Eigenlijk was de club in het seizoen 2008/09 sportief gedegradeerd, maar door het faillissement van BSV Kickers Emden mocht de club zich handhaven. In 2014 degradeerde de club naar de Regionalliga Bayern.
Het team is genoemd naar de sponsor, een plaatselijk chemisch bedrijf.

## Eindklasseringen vanaf 1966 (grafiek)
- 1966 10e
Niveau 4
- 1967 4e
Niveau 4
- 1968 12e
Niveau 4
- 1969 13e
Niveau 4
- 1970 12e
Niveau 4
- 1971 3e
Niveau 4
- 1972 3e
Niveau 4
- 1973 2e
Niveau 4
- 1974 9e
Niveau 4
- 1975 10e
Niveau 4
- 1976 11e
Niveau 4
- 1977 9e
Niveau 4
- 1978 16e
Niveau 4
- 1979 10e
Niveau 5
- 1980 1e
Niveau 5
- 1981 2e
Niveau 5
- 1982 2e
Niveau 5
- 1983 1e
Niveau 5
- 1984 2e
Niveau 4
- 1985 5e
Niveau 4
- 1986 9e
Niveau 4
- 1987 10e
Niveau 4
- 1988 6e
Niveau 4
- 1989 6e
Niveau 4
- 1990 5e
Niveau 4
- 1991 4e
Niveau 4
- 1992 8e
Niveau 4
- 1993 1e
Niveau 4
- 1994 7e
Oberliga
- 1995 1e
Oberliga
- 1996 9e
Regionalliga
- 1997 5e
Regionalliga
- 1998 5e
Regionalliga
- 1999 7e
Regionalliga
- 2000 4e
Regionalliga
- 2001 13e
Regionalliga
- 2002 1e
Regionalliga
- 2003 10e
2. Bundesliga
- 2004 9e
2. Bundesliga
- 2005 8e
2. Bundesliga
- 2006 11e
2. Bundesliga
- 2007 17e
2. Bundesliga
- 2008 7e
Regionalliga
- 2009 18e
3. Liga
- 2010 17e
3. Liga
- 2011 18e
3. Liga
- 2012 6e
3. Liga
- 2013 8e
3. Liga
- 2014 19e
3. Liga
- 2015 11e
Regionalliga
- 2016 2e
Regionalliga
- 2017 10e
Regionalliga
- 2018 9e
Regionalliga
- 2019 3e
Regionalliga
- 2021 11e
Regionalliga
- 2022 3e
Regionalliga
- 2023 7e
Regionalliga
- 2024 9e
Regionalliga
- 2025 7e
Regionalliga

- Niveau 2
- Niveau 3
- Niveau 4
- Niveau 5

| Legenda niveautijdlijn | Legenda niveautijdlijn      | Legenda niveautijdlijn      | Legenda niveautijdlijn      | Legenda niveautijdlijn    | Legenda niveautijdlijn |
| Liga                   | Seizoen 1963/64 t/m 1973/74 | Seizoen 1974/75 t/m 1993/94 | Seizoen 1994/95 t/m 2007/08 | Seizoen 2008/09 tot heden | Opmerking              |
| ---------------------- | --------------------------- | --------------------------- | --------------------------- | ------------------------- | ---------------------- |
| Bundesliga             | Niveau I                    | Niveau I                    | Niveau I                    | Niveau I                  |                        |
| 2. Bundesliga          | --                          | Niveau II                   | Niveau II                   | Niveau II                 |                        |
| 3. Liga                | --                          | --                          | --                          | Niveau III                |                        |
| Regionalliga           | Niveau II                   | --                          | Niveau III                  | Niveau IV                 |                        |
| Oberliga               | --                          | Niveau III *                | Niveau IV                   | Niveau V                  | * vanaf 1978/79        |

## Eindklasseringen vanaf 1964
| Seizoen | Competitie                 | Niveau | Eindstand | DFB Pokal | Opmerking                                                                                          |
| ------- | -------------------------- | ------ | --------- | --------- | -------------------------------------------------------------------------------------------------- |
| 1963/64 | Bezirksliga Oberbayern-Süd | V      | 9         | --        | |
| 1964/65 | Bezirksliga Oberbayern-Süd | V      | 1         | --        | Kampioenschap Oberbayern > MTV Ingolstadt: 3-1                                                     |
| 1965/66 | Landesliga Süd             | IV     | 10        | --        | |
| 1966/67 | Landesliga Süd             | IV     | 4         | --        | |
| 1967/68 | Landesliga Süd             | IV     | 12        | --        | |
| 1968/69 | Landesliga Süd             | IV     | 13        | --        | |
| 1969/70 | Landesliga Süd             | IV     | 12        | --        | |
| 1970/71 | Landesliga Süd             | IV     | 3         | --        | |
| 1971/72 | Landesliga Süd             | IV     | 3         | --        | |
| 1972/73 | Landesliga Süd             | IV     | 2         | --        | |
| 1973/74 | Landesliga Süd             | IV     | 9         | --        | |
| 1974/75 | Landesliga Süd             | IV     | 10        | --        | |
| 1975/76 | Landesliga Süd             | IV     | 11        | --        | |
| 1976/77 | Landesliga Süd             | IV     | 9         | --        | |
| 1977/78 | Landesliga Süd             | IV     | 16        | --        | |
| 1978/79 | Bezirksliga Oberbayern-Ost | V      | 10        | --        | |
| 1979/80 | Bezirksliga Oberbayern-Ost | V      | 1         | --        | |
| 1980/81 | Bezirksliga Oberbayern-Ost | V      | 2         | --        | play-off voor 2e plaats > TSV Ottobrunn: 1-1 (4-2 n.s.); pd-serie > SSV Glött: 4-2, TSV Murnau 0-2 |
| 1981/82 | Bezirksliga Oberbayern-Ost | V      | 2         | --        | play-off voor 1e plaats > TSV Marktl/Inn: 0-1 n.v.                                                 |
| 1982/83 | Bezirksliga Oberbayern-Ost | V      | 1         | --        | promotie play-off > SV 1880 München: 3-1                                                           |
| 1983/84 | Landesliga Süd             | IV     | 2         | --        | promotie play-off > TSV Ampfing: 2-3                                                               |
| 1984/85 | Landesliga Süd             | IV     | 5         | --        | |
| 1985/86 | Landesliga Süd             | IV     | 9         | --        | |
| 1986/87 | Landesliga Süd             | IV     | 10        | --        | |
| 1987/88 | Landesliga Süd             | IV     | 6         | --        | |
| 1988/89 | Landesliga Süd             | IV     | 6         | --        | |
| 1989/90 | Landesliga Süd             | IV     | 5         | --        | |
| 1990/91 | Landesliga Süd             | IV     | 4         | --        | |
| 1991/92 | Landesliga Süd             | IV     | 8         | --        | |
| 1992/93 | Landesliga Süd             | IV     | 1         | --        | |
| 1993/94 | Bayernliga                 | III    | 7         | --        | niet gekwalificeerd voor nieuwe Regionalliga Süd                                                   |
| 1994/95 | Bayernliga                 | IV     | 1         | --        | herinvoering Regionalliga                                                                          |
| 1995/96 | Regionalliga Süd           | III    | 9         | --        | |
| 1996/97 | Regionalliga Süd           | III    | 5         | --        | |
| 1997/98 | Regionalliga Süd           | III    | 5         | --        | |
| 1998/99 | Regionalliga Süd           | III    | 7         | --        | |
| 1999/00 | Regionalliga Süd           | III    | 4         | --        | |
| 2000/01 | Regionalliga Süd           | III    | 13        | --        | |
| 2001/02 | Regionalliga Süd           | III    | 1         | --        | |
| 2002/03 | 2. Bundesliga              | II     | 10        | 1e ronde  | < Energie Cottbus: 0-2                                                                             |
| 2003/04 | 2. Bundesliga              | II     | 9         | 2e ronde  | < VfB Stuttgart: 0-1                                                                               |
| 2004/05 | 2. Bundesliga              | II     | 8         | 1e ronde  | < Eintracht Braunschweig: 0-1 n.v.                                                                 |
| 2005/06 | 2. Bundesliga              | II     | 11        | 1e ronde  | < FC St. Pauli: 2-3 n.v.                                                                           |
| 2006/07 | 2. Bundesliga              | II     | 17        | 8e finale | < Kickers Offenbach: 1-2                                                                           |
| 2007/08 | Regionalliga Süd           | III    | 7         | 1e ronde  | < FC Bayern München: 1-1 (3-4 n.s.)                                                                |
| 2008/09 | 3. Liga                    | III    | 18        | --        | finalist Bayerischer Pokal > SpVgg Weiden: 0-1                                                     |
| 2009/10 | 3. Liga                    | III    | 17        | 1e ronde  | < Rot Weiss Ahlen: 1-1 (4-5 n.s.); finalist Bayerischer Pokal > SSV Jahn Regensburg: 2-4           |
| 2010/11 | 3. Liga                    | III    | 18        | 1e ronde  | < Borussia Dortmund: 0-3; finalist Bayerischer Pokal > SSV Jahn Regensburg: 1-2                    |
| 2011/12 | 3. Liga                    | III    | 6         | --        | plaatsingsplay-offs voor DFB-Pokal > TSV Großbardorf: 2-0, SC Eltersdorf: 2-1                      |
| 2012/13 | 3. Liga                    | III    | 8         | 1e ronde  | < Fortuna Düsseldorf: 0-1                                                                          |
| 2013/14 | 3. Liga                    | III    | 19        | --        | |
| 2014/15 | Regionalliga Bayern        | IV     | 11        | --        | |
| 2015/16 | Regionalliga Bayern        | IV     | 2         | --        | |
| 2016/17 | Regionalliga Bayern        | IV     | 10        | --        | finalist Bayerischer Pokal > 1. FC Schweinfurt 05: 0-1                                             |
| 2017/18 | Regionalliga Bayern        | IV     | 9         | --        | |
| 2018/19 | Regionalliga Bayern        | IV     | 3         | --        | |
| 2019/21 | Regionalliga Bayern        | IV     | 11        | --        | |
| 2021/22 | Regionalliga Bayern        | IV     | 3         | --        | |
| 2022/23 | Regionalliga Bayern        | IV     | 7         | --        | |
| 2023/24 | Regionalliga Bayern        | IV     | 9         | --        | |
| 2024/25 | Regionalliga Bayern        | IV     | 7         | --        | |
| 2025/26 | Regionalliga Bayern        | IV     | .         | --        | |